# Station Cunit
Cunit is een station van lijn 2 van de Rodalies Barcelona.
Het is gelegen in de gelijknamige plaats.
Het station is niet alleen maar bereikbaar per Rodalies. Mensen die gebruik willen maken van de Media Distancia of de Catalunya Express moeten in Vilanova overstappen.
Passagiers die reizen met de Rodalies, kunnen gebruikmaken van de parkeerplaats, die in handen is van de spoorwegmaatschappij RENFE.
Reizigers kunnen wat eten in het stationsrestaurant of kunnen overstappen op de regionale bussen.

## Lijnen
| Eindbestemming         | Vorig station     | Lijn | Volgend station | Eindbestemming    |
| ---------------------- | ----------------- | ---- | --------------- | ----------------- |
| Sant Vicenç de Calders | Segur de Calafell |      | Cubelles        | Granollers Centre |